# Mark Blundell
Mark Blundell (Hertfordshire, Barnet, 1966. április 8. –) brit autóversenyző, korábbi Formula–1-es pilóta, az 1992-es Le Mans-i 24 órás autóverseny győztese.

## Pályafutása
Több évig motokrosszozott, így 17 éves korában már tapasztalt versenyzőként jelent meg a Formula Ford mezőnyében. Jómódú családjára támaszkodva mindenáron versenyt akart nyerni, így egy év alatt 70 futamon állt rajthoz. A következő két szezonra bekerült a Formula 2000-es kategóriába, ahol olyan vetélytársai akadtak, mint Damon Hill, Johnny Herbert és Bertrand Gachot, és gyakran le is győzte őket. A legtöbb versenyző a Formula–3-as kategóriában folytatta volna, de Mark nem így tett, ő egyből a Formula–3000-es bajnokságon próbálkozott. 1988-ban lehetősége adódott arra, hogy a Lola csapatában induljon, de az első fordulóban elért második helyezése után csak szenvedett. 1989-ben is a csapatnál maradt, de ez az idény még rosszabbul sikeredett. A sportkocsik világába menekült, és nagyszerűen szerepelt a Nissan-csapatban. 1990-ben a Williams tesztpilótaként alkalmazta.

### Formula–1

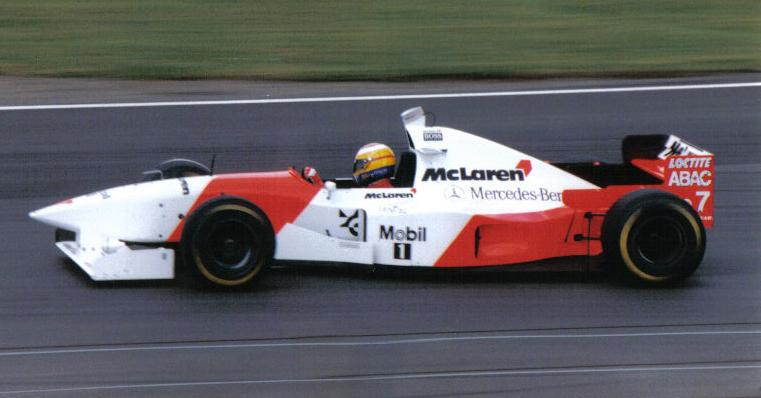
A McLaren csapat autójával az 1995-ös brit nagydíjon

Egy évvel később, 1991-ben a Brabham színeiben mutatkozott be a Formula–1-ben. Legjobb eredménye a Belgiumban elért hatodik helye volt. 1992-ben versenyautó nélkül maradt, csak a McLaren tesztversenyzője volt, ezért visszatért a sportkocsikhoz. A gyári Peugeot csapat tagjaként, Derek Warwick és Yannick Dalmas társaságában megnyerte a Le Mans-i 24 órás autóversenyt.
A következő évben ismét a Formula–1-ben próbálkozott, ezúttal a Ligier színeiben. Első versenyén harmadik lett, legjobb eredményeként kétszer állt a dobogó harmadik fokán, és az év végi összesítésben a tizedik helyen végzett. 1994-ben átszerződött a Tyrrellhez, ahol csak egy futamon lett harmadik, az év végén pedig 12. lett. Nem érezte jól magát a csapatnál, amihez hozzájárult az is, hogy nagyon rossz volt a viszonya csapattársával, Katajama Ukjóval, és panaszkodott a méltánytalan bánásmódra is. Így 1995-ben már nem maradhatott a csapatnál, és amikor Nigel Mansell nem tudott hozzászokni autójához, Blundellt – Mika Häkkinen társaként – leigazolta a McLaren, ahol átvette Mansell helyét. Blundellnek a nehezen kezelhető kocsival hatszor is sikerült pontszerző helyen végeznie, és 13 megszerzett ponttal a tizedik helyen végzett az év végén. 1996-ban nem sikerült bekerülnie a Sauber csapatba, ezért az Indycar bajnokságban próbálkozott.

### CART
Mark Blundell öt évet töltött az Indycarban. A PacWest Racing csapatához csatlakozott, a brazil Maurício Gugelmin társaként. 1996-ban már a második versenyén részese volt egy hatalmas ütközésnek, és sérülése miatt további három futamról hiányozni kényszerült, így a szezonja nem lehetett sikeres. A következő évben kétszer is futamgyőztes volt (Portlandban és Torontóban), és összességében 115 pontot szerzett, amivel a hatodik helyen végzett a vb-összesítésben. Eredményei révén jelölték az Autosport magazin által meghirdetett, az „Év brit autóversenyzője” díjra. 1998-ban sokszor kiesett, és csak 36 pontot sikerült összegyűjtenie, a következő év pedig még rosszabbul sikerült, igaz nyolc egymást követő futamon sérülés miatt nem versenyezhetett. A 2000-es év során tizenegy alkalommal esett ki, így egy rendkívül sikertelen évaddal hagyta el a CART-ot.

## Eredményei

### Formula–1-es eredményei
(Táblázat értelmezése)

(Félkövér: pole-pozícióból indult; dőlt: leggyorsabb kört futott) 

| Év   | Csapat  | 1      | 2      | 3      | 4      | 5      | 6      | 7      | 8      | 9      | 10     | 11    | 12     | 13     | 14     | 15     | 16     | 17    | Helyezés | Pont |
| ---- | ------- | ------ | ------ | ------ | ------ | ------ | ------ | ------ | ------ | ------ | ------ | ----- | ------ | ------ | ------ | ------ | ------ | ----- | -------- | ---- |
| 1991 | Brabham | USA Ki | BRA Ki | SMR 8  | MON Ki | CAN Nk | MEX Ki | FRA Ki | GBR Ki | GER 12 | HUN Ki | BEL 6 | ITA 12 | POR Ki | ESP Ki | JPN Nk | AUS 17 |       | 18.      | 1    |
| 1993 | Ligier  | RSA 3  | BRA 5  | EUR Ki | SMR Ki | ESP 7  | MON Ki | CAN Ki | FRA Ki | GBR 7  | GER 3  | HUN 7 | BEL 11 | ITA Ki | POR Ki | JPN 7  | AUS 9  |       | 10.      | 10   |
| 1994 | Tyrrell | BRA Ki | PAC Ki | SMR 9  | MON Ki | ESP 3  | CAN 10 | FRA 10 | GBR Ki | GER Ki | HUN 5  | BEL 5 | ITA Ki | POR Ki | EUR 13 | JPN Ki | AUS Ki |       | 12.      | 8    |
| 1995 | McLaren | BRA 6  | ARG Ki | SMR    | ESP    | MON 5  | CAN Ki | FRA 11 | GBR 5  | GER Ki | HUN Ki | BEL 5 | ITA 4  | POR 9  | EUR Ki | PAC 9  | JPN 7  | AUS 4 | 10.      | 13   |

### Eredményei a CART bajnokságban
(Táblázat értelmezése)

(Félkövér: pole-pozícióból indult; dőlt: leggyorsabb kört futott) 

| Év   | Csapat  | 1      | 2      | 3       | 4       | 5       | 6       | 7       | 8       | 9       | 10      | 11      | 12      | 13     | 14      | 15     | 16     | 17     | 18     | 19     | 20     | Helyezés | Pont |
| ---- | ------- | ------ | ------ | ------- | ------- | ------- | ------- | ------- | ------- | ------- | ------- | ------- | ------- | ------ | ------- | ------ | ------ | ------ | ------ | ------ | ------ | -------- | ---- |
| 1996 | PacWest | MIA 17 | RIO Ki | SRF Sér | LBH Sér | NZR Sér | 500 5   | MIL Ki  | DET 5   | POR 8   | CLE 11  | TOR 11  | MIS 6   | MDO 10 | ROA Ki  | VAN 12 | LS Ki  |        |        |        |        | 16.      | 41   |
| 1997 | PacWest | MIA 14 | SRF 8  | LBH 13  | NZR Ki  | RIO 8   | STL Ki  | MIL 12  | DET Ki  | POR 1   | CLE 9   | TOR 1*  | MIS 2   | MDO Ki | ROA Ki* | VAN 7  | LS 2   | FON 1  |        |        |        | 6.       | 115  |
| 1998 | PacWest | MIA 12 | MOT 10 | LBH 7   | NZR Ki  | RIO 11  | STL 10  | MIL 12  | DET Ki  | POR Ki  | CLE 10  | TOR Ki  | MIS 17  | MDO Ki | ROA 7   | VAN 12 | LS Ki  | HOU 14 | SRF 11 | FON 6  |        | 18.      | 36   |
| 1999 | PacWest | MIA 8  | MOT Ki | LBH 13  | NZR 17  | RIO Sér | STL Sér | MIL Sér | POR Sér | CLE Sér | ROA Sér | TOR Sér | MIS Sér | DET 10 | MDO 13  | CHI Ki | VAN Ki | LS 12  | HOU Ki | SRF Ki | FON Ki | 23.      | 9    |
| 2000 | PacWest | MIA 13 | LBH 8  | RIO 7   | MOT Ki  | NZR Ki  | MIL 17  | DET 11  | POR Ki  | CLE 12  | TOR Ki  | MIS Ki  | CHI Ki  | MDO 14 | ROA Ki  | VAN Ki | LS 13  | STL Ki | HOU Ki | SRF 11 | FON Ki | 21.      | 18   |

## Fordítás
- Ez a szócikk részben vagy egészben  a   Mark Blundell című angol Wikipédia-szócikk ezen változatának fordításán alapul.  Az eredeti cikk szerkesztőit annak laptörténete sorolja fel. Ez a jelzés csupán a megfogalmazás eredetét és a szerzői jogokat jelzi, nem szolgál a cikkben szereplő információk forrásmegjelöléseként.